# Holdingham
Holdingham är en ort i civil parish Sleaford, i distriktet North Kesteven, i grevskapet Lincolnshire, i England. Ward hade 3 709 invånare år 2021. Holdingham var en civil parish från 1866 till 1974 då den blev en del av Sleaford. Civil parish hade 75 invånare år 1951.